# كريستوفر أندرو
كريستوفر أندرو (بالإنجليزية: Christopher Andrew)‏ هو مؤرخ العصر الحديث ‏ بريطاني، ولد في 23 يوليو 1941.